# Marie Charles Duval
Pour les articles homonymes, voir Duval et général Duval.
Marie Victor Charles Maurice Duval (1869-1958) est un général français dont le nom est associé à la Première Guerre mondiale et aux plus hautes instances de l'aéronautique française. Son prénom d'usage est Maurice.

## Biographie
Né le 5 juin 1869 à Bayonne, il est le fils du général Duval — de Tulle — et de Madame, née de Leigonye. Il fréquente le collège de Jésuites de Reims, puis, bachelier ès-lettres et ès-sciences, il est diplômé d'études supérieures d'histoire et de géographie. Sur le plan militaire, il se forme à Saint-Cyr et à l'École supérieure de guerre.
Capitaine et breveté d'état-major en 1902, il est chef de bataillon lorsque la guerre éclate. Il passe colonel en septembre 1915, titularisé en juin 1916. Pendant l'offensive de Champagne en 1915 il est grièvement blessé. La même année il est l'objet d'une citation et promu Officier de la Légion d'honneur.
Avec le grade de colonel il commande une brigade d'infanterie et dirige successivement l'état-major de différentes armées (VIe Armée, Ire Armée), puis du Groupe d'armées du Centre du général Fayolle.
Le 19 avril 1918 il est nommé général de brigade et chargé, comme aide-major général, de l'aéronautique, puis des opérations au Grand quartier général (CQG). En mai 1918, il met sur pied la première division aérienne au monde (600 avions de chasse et de bombardement). Il soutient notamment Louis Charles Breguet et, faisant du Breguet XIV son « cheval de bataille », l'appareil est commandé en masse. Grâce au soutien du président du Conseil Clemenceau et de son ancien camarade à Saint-Cyr le général Mordacq, Duval eût tout le soutien politique et militaire pour mener à bien la création de l'aéronautique au cours de la guerre.
À la Conférence de paix il préside la Commission consultative de l'aéronautique.
Déjà Directeur de l'aéronautique depuis avril 1919, il est chargé, par un décret du 6 juin 1919, d'« assurer la direction de l'organe de coordination générale de l'aéronautique ». Il devient ainsi le chef suprême de tout ce qui concerne l'aéronautique française.
Lorsqu'il est admis à la retraite, il se consacre à l'écriture. Entre les deux guerres mondiales il collabore à plusieurs grands journaux. Notamment, il écrit dans l'illustration du 8 octobre 1938 un article intitulé "la guerre motorisée" qui décrit sa vision de l'impact du moteur et de la chenille sur les différentes composantes d'une guerre : en reconnaissance, durant l'attaque, la manœuvre, et en ce qui concerne le ravitaillement. Dans la partie sur la manœuvre, il met en évidence l'idée d'un "corps de manœuvre mécanique", alliant puissance et rapidité, qui est appuyé par une infanterie sur motocyclette et une puissante aviation. C'est un changement par rapport à la doctrine classique qui voit dans les chars un appui à l'infanterie et non l'inverse. La même idée conduira à la blitzkrieg un an plus tard.
Dans la société civile, il a occupé plusieurs fonctions, telles que président du Conseil d'administration du Figaro, président de la Société des moteurs Salmson ou président de la Compagnie franco-roumaine de navigation aérienne.

## Famille
Le général Duval épouse Mademoiselle Teisserenc. Ils ont quatre enfants : Robert Duval (mort au champ d'honneur), Marie-Thérèse Duval (épouse Hugonneau Beaufet), Germaine Duval (épouse Mathieu) et Henri Duval.[réf. nécessaire]

## Distinctions
Il est titulaire de nombreuses distinctions civiles et militaires, françaises et étrangères, dont : officier de la Légion d'honneur, commandeur de l'Ordre du Bain de l'Ordre de Saint-Michel et Saint-Georges, grand-officier de la Couronne d'Italie, de l'Aigle blanc de Serbie, Grand collier de la Tour et de l'Épée.
- Grand officier de l'ordre de la Couronne d'Italie
- Officier de la Légion d'honneur

## Écrits
- Les leçons de la guerre d'Espagne (préface du Général Weygand), Plon, 1938, 247 p
- Les Espagnols et la guerre d'Espagne, Plon, 1939, 237 p.